# Santuário de São Romédio

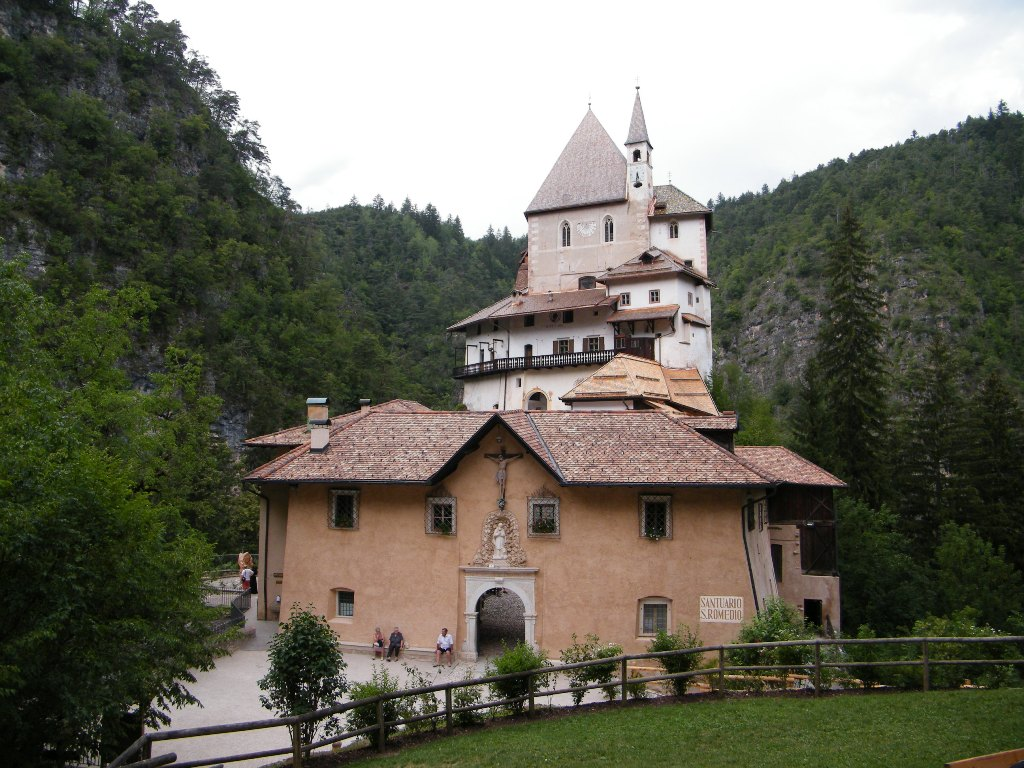
Santuário de São Romédio.

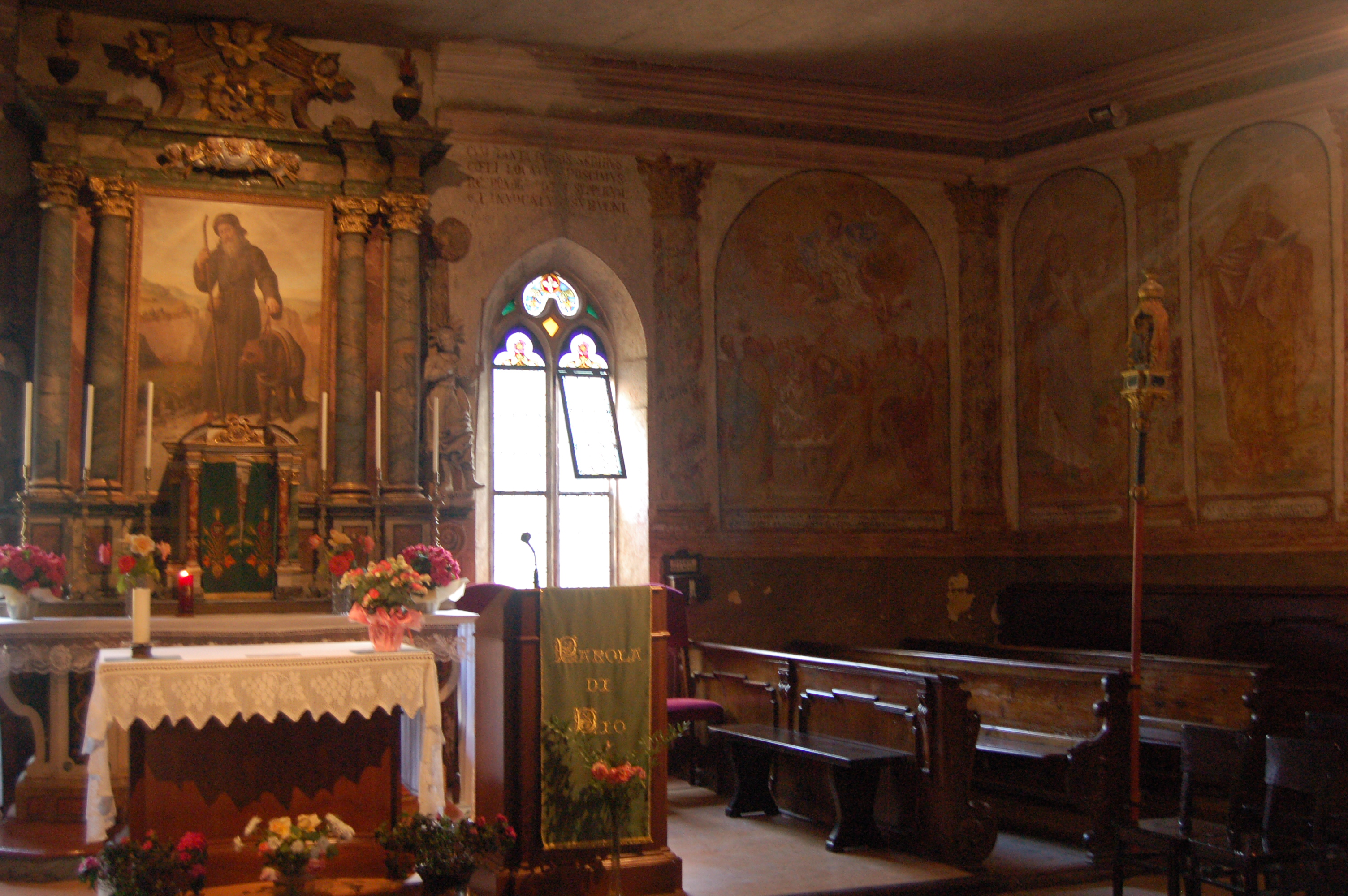
Interior da Igreja Maior. No retábulo uma pintura com a imagem de São Romédio.

O Santuário de São Romédio é um complexo religioso italiano e um centro de peregrinação católica. Está localizado na comuna de Predaia, na Província de Trento.

## História
O complexo edificado atual é monumental e de feição heterogênea, sendo o resultado de muitas reformas e ampliações de um pequeno oratório fundado no fim do século XI em uma gruta onde viveu e onde repousam as relíquias do eremita Romédio, o santo padroeiro, cujo culto nesta época começava a se expandir pelo Trentino.
Em 1487 a família dos senhores de Cles construiu a capela de São Jorge, e em 1513 os condes Thun assumiram o patronato do santuário, mantendo-o até 1865, tendo o direito de nomear o prior. Neste período promoveram a construção de mais duas capelas no local, uma dedicada a São Miguel Arcanjo, iniciada provavelmente em 1514, e outra a chamada Igreja Maior, com uma planta pentagonal, iniciada em data incerta. Em 1584 a capela de São Miguel recebeu decoração em afrescos e em 1713 um novo e imponente altar barroco, que foi dourado em 1758. No retábulo foi instalada uma pintura de São Miguel datada do século XVI e atribuída a Paolo Naurizio. Outros espaços, incluindo áreas de serviço, a escadaria e os pátios internos, foram ampliados e embelezados ao longo dos séculos XVII e XVIII. Ainda no século XVIII a capela de São Miguel recebeu uma Via Crucis pintada por Mattia Lampi, uma pia batismal decorada por Pietro Antonio Barbacovi, e um portão de ferro trabalhado, encaixado em um novo frontispício com colunas. Em 1725 junto à capela-mor a família Thun construiu um apartamento privado para hospedar seus membros em visita.
A Igreja Maior teve sua construção acelerada em 1536, quando o bispo de Trento Bernardo Clesio concedeu indulgências para quem contribuísse com material para as obras. Desta fase datam as janelas góticas do lado sul, o portal de entrada e o campanário. Em 1612 o corpo da igreja já estava pronto e apto para receber decoração interna em afrescos representando os Apóstolos e cenas da vida de Maria, recobrindo afrescos medievais. Em 1704 o forro foi pintado e um novo altar foi erguido em 1715, recebendo pintura marmorizada de Sisinio Alessandro Prati, autor também de algumas estátuas. Entre 1745 e 1746 Giovanni Marino Dalla Torre pintou outras telas para completar a decoração. Um novo retábulo com uma pintura mostrando São Romédio, de autoria de Giambattista Chiocchetti, foi instalado em 1905, substituindo uma Deposição da cruz seiscentista, transferida para a sacristia.
O complexo edificado atual tem cinco capelas, todas construídas umas sobre as outras. A família Thun foi muito devota do santo e dotou o santuário de um grande acervo de objetos preciosos, como relicários, alfaias, ex-votos e ricos paramentos eclesiásticos, e sustentou o complexo com substanciais doações monetárias. As reformas e ampliações do século XVII significaram a ocultação dos afrescos góticos do primeiro edifício, redescobertos em um restauro em 1932. Em 1948 a supervisão espiritual foi entregue aos capuchinhos, e em 2005 aos frades conventuais da Basílica dos Santos Mártires Anaunienses em Sanzeno.
Entre 2012 e 2016 todo o santuário foi restaurado pela administração provincial, num projeto que incluiu a criação de três espaços para exposições temporárias do extraordinário acervo artístico ali preservado, e ao mesmo tempo um outro espaço foi aberto para abrigar uma exposição permanente dedicada à história do complexo em seus vários aspectos culturais, religiosos e sociais, e que contém muitos dos afrescos mais antigos que foram recuperados debaixo de repinturas, além de itens arqueológicos, missais, livros raros, plantas arquitetônicas, fragmentos de antigas decorações e painéis didáticos. São Romédio é o padroeiro do Trentino, seu santuário é o mais importante da região e é ao mesmo tempo um ponto turístico e o centro de uma tradicional peregrinação. Cerca de 200 mil pessoas o visitam anualmente. Sua principal festa é em 15 de janeiro, mas as comemorações se estendem ao longo de vários dias.